# هندو أباد (كتشو)
هندو أباد (بالفارسية: هندوآباد) هي قرية تقع في إيران في قسم کتشو الريفي. يقدر عدد سكانها بـ 343 نسمة بحسب إحصاء 2016.